# ポプコム
『ポプコム』（POPCOM）は、小学館が発行していたパソコン雑誌。「POPULAR COMPUTER」の略。1983年5月に創刊し、1994年3月に休刊となった。編集は新企画社およびポプコム編集部。

## 概要
総監修を、当時日本マイコンクラブ会長で東京大学名誉教授であった渡辺茂が担当していた。
当初はゲームに限らず、パソコンによるホビー全般を扱った雑誌だった。当時のパソコン雑誌に見られたように投稿ゲームのプログラムリストなどを掲載したほか、小学館刊行であることを活かし、類似誌では1本しか掲載されていなかったパソコン入門漫画を同時に複数本連載したり、同社から出版された漫画を題材とした投稿イラストを多数掲載していたりと、他誌との差別化を図っていた。投稿イラストについては、他社のパソコン雑誌に投稿された版権イラストの掲載を差し止めさせるといった独占的な措置をとっており、他誌の読者などから批判を受けた。
また、付録としてオリジナルカセットレーベルを雑誌内に付属させていた。レーベルの表面には読者投稿のCGが掲載されており、そのほとんどが『めぞん一刻』や『うる星やつら』等の小学館漫画雑誌連載の作品であり、小学館発行のパソコン雑誌の強みと独自性を表していた。
1986年には平田真夫による欄外アドベンチャーゲームや、柳柊二がイラストを描いた「RPGモンスター大事典」が人気を呼んだ。イラストではポッキー前嶋、ライターではジャックダニエル加藤などがいた。
しかしこの構成では伸び悩んだのか、やがてパソコンゲームの一般的な記事が多くなったり、「美少女ゼミナール」というアダルトゲームを取り扱ったコーナーが登場したりした。
三遊亭圓丈や立川談之助がそれぞれ執筆するコーナーを持っており、飯島健男の小説や、読者参加の企画『リューヌ伝説』等があった。のちの馳星周もゲームライター時代、「坂東レーニン」名義で書いており「レーニンの子育て日記」（プリンセスメーカー2のリプレイ）など執筆している。関連団体として、ポプコムソフトがあった。

## 連載マンガ
- 「らくらくマイコン」（作・池田信一、画・石原春彦）
- 「おれたちマイコン族」（作・本郷一朗、画・ヨシダ忠）
- 「ガンダーラ」（槇村ただし）
- 「サイキックウォー」（井上ひでき）

など

## ポプコムソフトから発売されたソフトウェア
- ダ・ビンチ -スーパーグラフィックツール-
- うる星やつら ラブリーチェイサー
- うる星やつらCGパズル
- サバッシュ
- サバッシュII 〜メヒテの大予言〜
- 宇宙冒険少女NAMI
- やぶうち優CD-ROM画集 
  - 『水色時代』などのイラストを収録。
- アルティメットブレイド ULTIMATE BLADE
  - 古神陸、のちの馳星周が原作、同名義で1995年 小学館スーパークエスト文庫）にて単行本化。
- SUPERダ・ビンチ